# Georg Arnold Heise

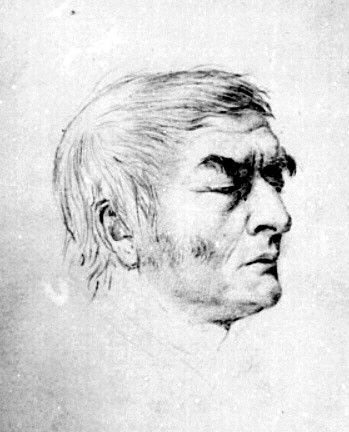
Georg Arnold Heise.

Georg Arnold Heise, född den 2 augusti 1778 i Hamburg, död den 6 februari 1851 i Lübeck, var en tysk rättslärd.
Heise blev juris doktor 1802, 1803 akademisk lärare i Göttingen, extra ordinarie professor där 1804 och samma år ordinarie professor i Heidelberg, där bland andra den danske skalden Baggesen hörde till hans umgängeskrets, 1814 i Göttingen, 1818 överjustitieråd i Hannover, 1820 president för den nyupprättade överappellationsrätten för de fria tyska städerna. 
Trots sin sparsamma litterära produktion — Grundriss der Systeme des gemeinen Civilrechts zum Behuf einer Pandektenvorlesung (1807, 3:e upplagan 1834), Juristische Abhandlungen mit Entscheidungen des Oberappellationsgerichts der vier freien Städte Deutschlands (I 1827, II 1830) tillsammans med Friedrich Cropp med flera — har Heise både som teoretiker och praktiker spelat en stor roll i Tyskland; hans pandektverk blev flitigt använt, delvis också plagierat av andra. Han var en klar och systematisk tänkare. Den av honom ledda domstolen gällde under lång tid som Tysklands största auktoritet i handels- och sjöfrågor.